# Велики мост
Велики мост или колоквијално Бечкеречка ћуприја у Зрењанину, некадашњи је челични мост који је премошћавао реку Бегеј од 1904. до 1969. године.
Мост је подигнут 1904. године, у исто време кад и Мали мост, због настале потребе да се замене дрвени мостови који нису могли да испуне захтеве повећања промета и дотрајалости. На мосту ништа није рађено од његове изградње – није поправљан ни штићен од корозије, те је полако пропадао. Услед тога, СО Зрењанин је донела одлуку о рушењу моста, 6. новембра 1968. године, „не придржавајући се закључака и заједничких разговора, пренебрегавајући предлоге и сугестије Завода” и донето решење о заштити језгра града.

## Конструкција моста
Kонструктивно решење било је базирано на лучним решеткастим носачима на које је била обешена плоча коловоза. Горњу и доњу зону лучних носача чинили су моћни челични I профили. Вертикални и коси штапови у пољима решетке били су израђени од челичних профила у виду Виренделових носача. Лукови су међусобно били спрегнути у горњој зони плитким челичним решекастим носачима на местима вертикалних стубова решетки. Поља између ових плитких решетксатих носача била су такође укрућена дијагоналним спреговима од челичних профила. На тај начин је мост представљао стабилну просторну фигуру обликовану у виду затвореног чипксато транспарентног „кавеза”, карактеристичног за челичне конструкције тог времена.
Средњи део моста могао је да се подиже за око 1,5m, окретањем четири зупчаника уз помоћ полуга - да је дао пролаз већим лађама.

## Декорација и стил
Мост је био фланкиран на оба краја са по два танка пилона од челичних профила обложених украсним плочама са розетама, које су закивцима биле причвршћене за примарну конструкцију. Пилони су били завршени украсним фијалама. Мост се ослањао на зидане постаменте обложене каменим тесаницима, постављеним на обе обале Бегеја. Иако су украсни елементи (розете, геометријски орнаменти, готичке фијале) из еклектичког репертоара, мост је својом општом концепцијом и конструктивним решењем, које се ослања на челик и витке елементе, припадао сецесијском корпусу. Свакако да је међу мостовима у Војводини ово био најрепрезентативнији и у ликовном погледу, најивентивнији.

## Директивни урбанистички план Зрењанина и судбина моста
Директивним урбанистичким планом из 1958. године, као и првим Детаљним планом центра било је предвиђено уклањање Великог моста и изградња двомостовља са две траке од по 14m и на међусобном растојању од 14m. Овим би се решио пешачки саобраћај између источног и западног дела града, а био би искључен сваки други саобраћај. Са обе стране Бегеја планирана је изградња новог градског трга са многобројним новим зградама: зграда СДK, ГИK „Баната”, робне куће, трафо станице, аутобуске станице, зграде СУП-а.

## Галерија
- Једна од четири фијала моста, испред Музеја пива
- Мост 1900-их